# Paul-Marie-Joseph de La Porte du Theil
Paul-Marie-Joseph de La Porte du Theil, francoski general, * 1884, † 1976.